# Temporada da CART World Series de 1995
A Temporada da CART World Series de 1995 foi a décima-sétima da história da categoria. Esta temporada também foi válida pelo campeonato de monopostos dos EUA. Foram disputadas 17 provas, sendo a primeira no dia 5 de março no circuito de rua de Miami e a última no dia 10 de setembro em Monterey, Califórnia. O campeão foi o canadense Jacques Villeneuve, da Green, na última prova do campeonato. Na disputa de melhor rookie (estreante) do ano, o brasileiro Gil de Ferran, da Hall Racing, foi o vencedor, superando o compatriota Christian Fittipaldi, da Walker, por dois pontos (56 a 54).
Esta foi também a última temporada da categoria que contou com as 500 Milhas de Indianápolis em seu calendário. A prova passaria a ser gerida pela recém-criada Indy Racing League.

## Resumo da Temporada
Com 4 vitórias, o canadense Jacques Villeneuve, que fazia sua segunda temporada na CART (havia corrido algumas etapas em 1994), foi o piloto que obteve mais triunfos no campeonato, empatado com o vice-campeão Al Unser, Jr., da Penske. Robby Gordon (Walker) e Paul Tracy (Newman/Haas Racing) conquistaram 2 vitórias cada, enquanto que Michael Andretti (Newman/Haas Racing), Emerson Fittipaldi (Penske), Scott Pruett (Patrick Racing), André Ribeiro (Tasman Motorsports) e Gil de Ferran obtiveram uma vitória. A Indy 500, a prova mais popular da categoria (cuja edição de 1995 foi vencida por Villeneuve e marcada por um violento acidente envolvendo Stan Fox, que teve de encerrar a carreira) deixou de fazer parte do calendário a partir do ano seguinte (não fez parte do calendário da CART em 1981 e 1982 devido a desavenças com os dirigentes da USAC). Entre os motivos para o fim da prova na CART, estão as desavenças entre os dirigentes da entidade e o grupo liderado por Tony George, relacionadas a reduzida participação de pilotos estadunidenses, inclusão de provas em circuitos mistos e de rua fora dos EUA e poucas provas em circuitos ovais. Como consequência, o grupo liderado por Tony George fundou um novo campeonato para 1996, chamado de Indy Racing League, com o apoio de alguns donos de equipes insatisfeitos com a CART. Para substituir a Indy 500, foi criada uma nova prova em circuito oval que seria disputada no mesmo dia a U.S.500 realizado em Brooklyn, Michigan.
Além da vitória de Villeneuve, as 500 Milhas de Indianápolis de 1995 ficaram marcadas pela única não-classificação da Penske para a corrida. Seus pilotos, Al Unser, Jr. e Emerson Fittipaldi, não conseguiram vaga no grid, nem com o carro titular, nem com os chassis emprestados pelas equipes Pagan e Rahal-Hogan. A equipe voltaria a disputar a prova em 2001.

## Equipes e pilotos
| Equipe                                    | Chassis                             | Motor                     | Pneu | No. | Piloto (s)             | Corridas             | Patrocinador principal               |
| ----------------------------------------- | ----------------------------------- | ------------------------- | ---- | --- | ---------------------- | -------------------- | ------------------------------------ |
| Marlboro Team Penske                      | Penske PC-23                        | Ilmor-Mercedes Benz IC108 | G    | 1   | Al Unser, Jr.          | Todas                | Marlboro                             |
| Marlboro Team Penske                      | Penske PC-23                        | Ilmor-Mercedes Benz IC108 | G    | 2   | Emerson Fittipaldi     | Todas                | Marlboro                             |
| Newman/Haas Racing                        | Lola T95/00                         | Ford XB                   | G    | 3   | Paul Tracy             | Todas                | Budweiser                            |
| Newman/Haas Racing                        | Lola T95/00                         | Ford XB                   | G    | 6   | Michael Andretti       | Todas                | Texaco-Havoline                      |
| Target Chip Ganassi Racing                | Reynard 95I                         | Ford XB                   | G    | 4   | Bryan Herta            | Todas                | Scotch Tape                          |
| Target Chip Ganassi Racing                | Reynard 95I                         | Ford XB                   | G    | 12  | Jimmy Vasser           | Todas                | STP                                  |
| Walker Racing                             | Reynard 95I                         | Ford XB                   | G    | 5   | Robby Gordon           | Todas                | Valvoline                            |
| Walker Racing                             | Reynard 95I                         | Ford XB                   | G    | 15  | Christian Fittipaldi   | Todas                | Chapecó                              |
| Dick Simon Racing                         | Lola T95/00 Lola T94/00 Lola T92/00 | Ford XB                   | G    | 7   | Eliseo Salazar         | Todas                | Cristal                              |
| Dick Simon Racing                         | Lola T95/00 Lola T94/00 Lola T92/00 | Ford XB                   | G    | 22  | Arie Luyendyk          | 3                    | WavePhore                            |
| Dick Simon Racing                         | Lola T95/00 Lola T94/00 Lola T92/00 | Ford XB                   | G    | 22  | Carlos Guerrero        | 4-17                 | Grupo Herdez                         |
| Dick Simon Racing                         | Lola T95/00 Lola T94/00 Lola T92/00 | Ford XB                   | G    | 77  | Davy Jones             | 6                    | Byrd's                               |
| Dick Simon Racing                         | Lola T95/00 Lola T94/00 Lola T92/00 | Ford XB                   | G    | 90  | Lyn St. James          | 6, 7, 13             | Whitlock Auto Supply                 |
| Dick Simon Racing                         | Lola T95/00 Lola T94/00 Lola T92/00 | Ford XB                   | G    | 99  | Dean Hall              | 1-6                  | Subway                               |
| Hall Racing                               | Reynard 95I                         | Ilmor-Mercedes Benz IC108 | G    | 8   | Gil de Ferran          | Todas                | Pennzoil                             |
| Rahal-Hogan Racing                        | Lola T95/00                         | Ilmor-Mercedes Benz IC108 | G    | 9   | Bobby Rahal            | Todas                | Miller Genuine Draft                 |
| Rahal-Hogan Racing                        | Lola T95/00                         | Ilmor-Mercedes Benz IC108 | G    | 11  | Raul Boesel            | Todas                | Duracell                             |
| Galles Racing                             | Lola T95/00                         | Ilmor-Mercedes Benz IC108 | G    | 10  | Adrián Fernández       | Todas                | Tecate                               |
| Galles Racing                             | Lola T95/00                         | Ilmor-Mercedes Benz IC108 | G    | 55  | Marco Greco            | 4-6, 8, 11-12, 14-17 | Brastemp                             |
| Galles Racing                             | Lola T95/00                         | Ilmor-Mercedes Benz IC108 | G    | 99  | Marco Greco            | 9-10                 | Brastemp                             |
| A. J. Foyt Enterprises                    | Lola T95/00                         | Ford XB                   | G    | 14  | Eddie Cheever          | 1-15                 | Copenhagen                           |
| A. J. Foyt Enterprises                    | Lola T95/00                         | Ford XB                   | G    | 14  | Brian Till             | 16                   | Copenhagen                           |
| A. J. Foyt Enterprises                    | Lola T95/00                         | Ford XB                   | G    | 14  | Fredrik Ekblom         | 17                   | Copenhagen                           |
| A. J. Foyt Enterprises                    | Lola T95/00                         | Ford XB                   | G    | 41  | Scott Sharp            | 6                    |                                      |
| Bettenhausen Motorsports                  | Penske PC-23                        | Ilmor-Mercedes Benz IC108 | G    | 16  | Stefan Johansson       | 1-5, 7-17            | Alumax                               |
| Bettenhausen Motorsports                  | Reynard 94i                         | Ilmor-Mercedes Benz IC108 | G    | 16  | Stefan Johansson       | 6                    | Alumax                               |
| PacWest Racing                            | Reynard 95I Reynard 94i             | Ford XB                   | G    | 17  | Danny Sullivan         | 1-13                 | Bank of America 3 Visa 14            |
| PacWest Racing                            | Reynard 95I Reynard 94i             | Ford XB                   | G    | 17  | Juan Manuel Fangio II  | 14-17                | Bank of America 3 Visa 14            |
| PacWest Racing                            | Reynard 95I Reynard 94i             | Ford XB                   | G    | 18  | Maurício Gugelmin      | Todas                | Hollywood                            |
| Payton/Coyne Racing                       | Lola T94/00 Lola T95/00             | Ford XB                   | F    | 19  | Éric Bachelart         | 1-4, 6, 8-12, 14     | AGFA                                 |
| Payton/Coyne Racing                       | Lola T94/00 Lola T95/00             | Ford XB                   | F    | 19  | Buddy Lazier           | 5, 7, 13, 15         | AGFA                                 |
| Payton/Coyne Racing                       | Lola T94/00 Lola T95/00             | Ford XB                   | F    | 19  | Ross Bentley           | 16                   | AGFA                                 |
| Payton/Coyne Racing                       | Lola T94/00 Lola T95/00             | Ford XB                   | F    | 19  | Franck Fréon           | 17                   | AGFA                                 |
| Payton/Coyne Racing                       | Lola T94/00 Lola T95/00             | Ford XB                   | F    | 34  | Alessandro Zampedri    | Todas                | Mi-Jack                              |
| Patrick Racing                            | Lola T95/00                         | Ford XB                   | F    | 20  | Scott Pruett           | Todas                | Firestone                            |
| Arciero Racing                            | Reynard 94I                         | Ford XB                   | F    | 25  | Hiro Matsushita        | Todas                | Panasonic                            |
| Team Green                                | Reynard 95I                         | Ford XB                   | G    | 27  | Jacques Villeneuve     | Todas                | Player's                             |
| Tasman Motorsports                        | Reynard 95I                         | Honda                     | F    | 31  | André Ribeiro          | Todas                | LCI                                  |
| Forsythe Racing                           | Reynard 95I                         | Ford XB                   | G    | 33  | Teo Fabi               | Todas                | Combustion Engineering               |
| Outros pilotos que disputaram a temporada |                                     |                           |      |     |                        |                      |                                      |
| Pagan Racing                              | Reynard 94I                         | Ilmor-Mercedes Benz IC108 | G    | 21  | Dennis Vitolo          | 1                    | Charter America                      |
| Pagan Racing                              | Reynard 94I                         | Ilmor-Mercedes Benz IC108 | G    | 21  | Roberto Guerrero       | 3, 6                 | Upper Deck                           |
| Tasman Motorsports                        | Reynard 95I                         | Honda                     | F    | 24  | Scott Goodyear         | 6, 14, 16            | LCI 1 CTI Worldwide Communications 2 |
| Team Menard                               | Lola T95/00                         | Buick                     | F    | 40  | Arie Luyendyk          | 6                    | Glidden                              |
| Team Menard                               | Lola T95/00                         | Buick                     | F    | 60  | Scott Brayton          | 6                    | Quaker State                         |
| Team Menard                               | Lola T95/00                         | Buick                     | F    | 80  | Buddy Lazier           | 6                    | Quaker State                         |
| Greenfield Racing                         | Lola T92/00                         | Greenfield                | F    | 42  | Michael Greenfield     | 6                    | Greenfield Competition               |
| Arizona Motorsports                       | Lola T92/00                         | Ford XB                   | F    | 44  | Jeff Ward              | 6                    | Arizona Executive Air                |
| Comptech Racing                           | Reynard 95I                         | Honda                     | F    | 49  | Parker Johnstone       | 8, 10, 12-14, 16-17  | Motorola                             |
| Beck Motorsports                          | Lola T95/00                         | Ford XB                   | F    | 54  | Hideshi Matsuda        | 6                    | Zunne Group                          |
| Project Indy                              | Reynard 95I Reynard 94i Lola T93/00 | Ford XB                   | G    | 64  | Christian Danner       | 1, 8                 | No-Touch                             |
| Project Indy                              | Reynard 95I Reynard 94i Lola T93/00 | Ford XB                   | G    | 64  | Buddy Lazier           | 2, 11                | No-Touch                             |
| Project Indy                              | Reynard 95I Reynard 94i Lola T93/00 | Ford XB                   | G    | 64  | Franck Fréon           | 4                    | No-Touch                             |
| Project Indy                              | Reynard 95I Reynard 94i Lola T93/00 | Ford XB                   | G    | 64  | Johnny Parsons         | 6                    | No-Touch                             |
| Project Indy                              | Reynard 95I Reynard 94i Lola T93/00 | Ford XB                   | G    | 64  | Hubert Stromberger     | 10, 14               | No-Touch                             |
| Project Indy                              | Reynard 95I Reynard 94i Lola T93/00 | Ford XB                   | G    | 64  | Domenico Schiattarella | 16-17                | No-Touch                             |
| Hemelgarn Racing                          | Reynard 95I                         | Ford XB                   | F    | 91  | Stan Fox               | 6                    | Delta Faucet                         |
| Hemelgarn Racing                          | Lola T92/00                         | Ford XB                   | F    | 95  | Davey Hamilton         | 6                    | Delta Faucet                         |
| Hemelgarn Racing                          | Buick                               | Ford XB                   | F    | 96  | Jim Crawford           | 6                    | Hemelgarn Racing                     |
| Autosport Racing Team                     | Lola T92/00                         | Menard                    | F    | 92  | Franck Fréon           | 6                    | Indy Regency Racing                  |

## Resultados da temporada

### Calendário e resultados
| Etapa | Prova                                                       | Autódromo                                         | Local                                  | Data           | Pole position      | Volta mais rápida  | Vencedor           | Equipe vencedora   |
| ----- | ----------------------------------------------------------- | ------------------------------------------------- | -------------------------------------- | -------------- | ------------------ | ------------------ | ------------------ | ------------------ |
| 1     | Grande premio Marlboro de Miami apresentado por Toyota      | Circuito de rua Bicentennial Park                 | Miami, Florida EUA                     | 5 de março     | Michael Andretti   | Scott Pruett       | Jacques Villeneuve | Team Green         |
| 2     | Grande premio Indy car da Austrália                         | circuito de rua de Surfers Paradise               | Surfers Paradise, Queensland Austrália | 19 de março    | Michael Andretti   | Michael Andretti   | Paul Tracy         | Newman/Haas Racing |
| 3     | 200 milhas Slick 50 de Phoenix                              | Phoenix International Raceway                     | Avondale(Phoenix), Arizona EUA         | 2 de abril     | Bryan Herta        | Emerson Fittipaldi | Robby Gordon       | Walker Racing      |
| 4     | Grande premio Toyota de Long Beach                          | circuito de Rua de Long Beach                     | Long Beach, California EUA             | 16 de abril    | Michael Andretti   | Michael Andretti   | Al Unser Jr.       | Team Penske        |
| 5     | Grande premio Bosch Spark plug de Nazareth                  | Nazareth Speedway                                 | Nazareth, Pensilvania EUA              | 23 de abril    | Robby Gordon       | Emerson Fittipaldi | Emerson Fittipaldi | Team Penske        |
| 6     | 79ª edição das 500 milhas de Indianapolis                   | Indianapolis Motor Speedway                       | Speedway, Indiana EUA                  | 28 de maio     | Scott Brayton      | Scott Goodyear     | Jacques Villeneuve | Team Green         |
| 7     | 200 milhas Miller Genuine Draft de Milwaukee                | Milwaukee Mile                                    | West Allis, Wisconsin EUA              | 4 de junho     | Teo Fabi           | Teo Fabi           | Paul Tracy         | Newman/Haas Racing |
| 8     | Grande premio ITT automotive de Detroit                     | circuito de rua de Belle Isle Park                | Detroit, Michigan EUA                  | 11 de junho    | Robby Gordon       | Michael Andretti   | Robby Gordon       | Walker Racing      |
| 9     | Grande premio Budweiser/GI joe 200 de Portland              | Portland International Raceway                    | Portland, Oregon EUA                   | 25 de junho    | Jacques Villeneuve | Al Unser Jr.       | Al Unser Jr.       | Team Penske        |
| 10    | 200 milhas Texaco Havoline do grande premio de road America | Road America                                      | Elkhart Lake, Wisconsin EUA            | 9 de julho     | Jacques Villeneuve | Jacques Villeneuve | Jacques Villeneuve | Team Green         |
| 11    | Molson Indy Toronto                                         | circuito de rua do centro de exibições            | Toronto, Ontario Canadá                | 16 de julho    | Jacques Villeneuve | Bobby Rahal        | Michael Andretti   | Newman/Haas Racing |
| 12    | Grande premio Medic Drug de Cleveland                       | circuito de Cleveland (Aeroporto Burke Lakefront) | Cleveland, Ohio EUA                    | 23 de julho    | Gil de Ferran      | Jacques Villeneuve | Jacques Villeneuve | Team Green         |
| 13    | 500 milhas Marlboro de Michigan                             | Michigan International Speedway                   | Brooklyn, Michigan EUA                 | 30 de julho    | Parker Johnstone   | Parker Johnstone   | Scott Pruett       | Patrick Racing     |
| 14    | 200 Milhas miller genuine draft de Ohio                     | Mid-Ohio Sports Car Course                        | Lexington, Ohio EUA                    | 13 de agosto   | Jacques Villeneuve | Al Unser Jr.       | Al Unser Jr.       | Team Penske        |
| 15    | 200 milhas de new England                                   | New Hampshire Motor Speedway                      | Loudon, New Hampshire EUA              | 20 de agosto   | André Ribeiro      | Teo Fabi           | André Ribeiro      | Tasman Motorsports |
| 16    | Molson Indy Vancouver                                       | circuito de rua de Vancouver                      | Vancouver, Columbia Britânica Canada   | 3 de setembro  | Jacques Villeneuve | Bobby Rahal        | Al Unser Jr.       | Team Penske        |
| 17    | Grande premio Honda de Monterrey                            | Mazda Raceway Laguna Seca                         | Monterrey, Califórnia EUA              | 10 de setembro | Jacques Villeneuve | Gil de Ferran      | Gil de Ferran      | Jim Hall Racing    |

## Classificação Final

### Pilotos
| Pos | Driver                 | MIA | SUR | PHX | LBH | NAZ | INDY | MIL | DET | POR | ROA | TOR | CLE | MIC | MDO | LOU | VAN | LAG | Pts |
| --- | ---------------------- | --- | --- | --- | --- | --- | ---- | --- | --- | --- | --- | --- | --- | --- | --- | --- | --- | --- | --- |
| 1   | Jacques Villeneuve     | 1   | 20  | 5   | 25  | 2*  | 1    | 6   | 9   | 20  | 1*  | 3   | 1   | 10  | 3   | 4   | 12  | 11  | 172 |
| 2   | Al Unser, Jr.          | 15  | 6   | 8   | 1*  | 13  | DNQ  | 2*  | 5   | 1*  | 28  | 26  | 18  | 2   | 1   | 3   | 1*  | 6   | 161 |
| 3   | Bobby Rahal            | 3   | 2   | 21  | 21  | 6   | 3    | 13  | 24  | 3   | 5   | 2   | 4   | 8   | 26  | 10  | 5   | 7   | 128 |
| 4   | Michael Andretti       | 20* | 9*  | 2   | 9   | 22  | 25   | 3   | 4   | 4   | 27  | 1*  | 7   | 25  | 19* | 2   | 21  | 4   | 123 |
| 5   | Robby Gordon           | 13  | 14  | 1   | 22  | 4   | 5    | 5   | 1*  | 8   | 26  | 5   | 6   | DNS | 8   | 9   | 3   | 15  | 121 |
| 6   | Paul Tracy             | 27  | 1   | 4   | 28  | 26  | 24   | 1   | 8   | 18  | 2   | 8   | 26  | 23  | 2   | 23  | 8   | 2   | 115 |
| 7   | Scott Pruett           | 4   | 3   | 9   | 2   | 8   | 19   | 12  | 3   | 13  | 7   | 25  | 16  | 1   | 11  | 24  | 6   | 5   | 112 |
| 8   | Jimmy Vasser           | 8   | 24  | 23  | 23  | 24  | 22   | 9   | 2   | 2   | 3   | 17  | 3   | 7   | 9   | 6   | 27  | 8   | 92  |
| 9   | Teo Fabi               | 16  | 13  | 7   | 3   | 7   | 8    | 4   | 7   | 23  | 9   | 4   | 19  | 4   | 17  | 12  | 19  | 9   | 83  |
| 10  | Maurício Gugelmin      | 2   | 4   | 13  | 5   | 17  | 6*   | 14  | 15  | 7   | 24  | 12  | 23  | 11  | 6   | 11  | 20  | 3   | 80  |
| 11  | Emerson Fittipaldi     | 24  | 18  | 3*  | 20  | 1   | DNQ  | 23  | 10  | 21  | 15  | 10  | 25  | 5   | 21  | 5   | 7   | 16  | 67  |
| 12  | Adrián Fernández       | 11  | 26  | 12  | 18  | 9   | 21   | 10  | 6   | 9   | 6   | 7   | 12  | 3   | 4   | 26  | 22  | 10  | 66  |
| 13  | Stefan Johansson       | 22  | 17  | 24  | 6   | 3   | 16   | 21  | 11  | 6   | 10  | 14  | 8   | 6   | 23  | 25  | 4   | 14  | 60  |
| 14  | Gil de Ferran          | 25  | 16  | 11  | 27  | 19  | 29   | 8   | 16  | 10  | 21  | 16  | 14* | 12  | 24  | 7   | 2   | 1*  | 56  |
| 15  | Christian Fittipaldi   | 5   | 25  | 10  | 14  | 20  | 2    | 7   | 17  | 12  | 8   | 9   | 24  | 9   | 25  | 8   | 24  | 24  | 54  |
| 16  | Raul Boesel            | 6   | 8   | 6   | 16  | 10  | 20   | 11  | DNS | 5   | 22  | 6   | 20  | 24  | 20  | 18  | 10  | 12  | 48  |
| 17  | André Ribeiro          | 21  | 23  | 26  | 12  | 11  | 18   | 25  | 18  | 14  | 4   | 13  | 27  | 21* | 27  | 1*  | 23  | 26  | 38  |
| 18  | Eddie Cheever          | 14  | 7   | 14  | 4   | 5   | 31   | 26  | 25  | 25  | 17  | 11  | 22  | 19  | 10  | 17  |     |     | 33  |
| 19  | Danny Sullivan         | 9   | 5   | 27  | 10  | 18  | 9    | 17  | 12  | 22  | 25  | 18  | 5   | 16  |     |     |     |     | 32  |
| 20  | Bryan Herta            | 10  | 15  | 20  | 26  | 23  | 13   | 24  | 27  | 26  | 14  | 27  | 2   | 15  | 5   | 19  | 16  | 25  | 30  |
| 21  | Eliseo Salazar         | 17  | 10  | 15  | 24  | 12  | 4    | 16  | 20  | 15  | 18  | 21  | 10  | 18  | 13  | 13  | 13  | DNQ | 19  |
| 22  | Alessandro Zampedri    | 23  | 19  | 19  | 8   | 15  | 11   | 22  | 26  | 16  | 20  | 23  | 9   | 13  | 14  | 14  | 9   | 20  | 15  |
| 23  | Eric Bachelart         | 19  | 22  | 18  | 7   |     | 28   |     | 23  | 19  | 11  | 22  | 21  |     | 16  |     |     |     | 8   |
| 24  | Juan Manuel Fangio II  |     |     |     |     |     |      |     |     |     |     |     |     |     | 7   | 15  | 28  | 13  | 6   |
| 25  | Christian Danner       | 7   |     |     |     |     |      |     | 22  |     |     |     |     |     |     |     |     |     | 6   |
| 26  | Arie Luyendyk          |     |     | 25  |     |     | 7    |     |     |     |     |     |     |     |     |     |     |     | 6   |
| 27  | Parker Johnstone       |     |     |     |     |     | Wth  |     | 19  |     | 12  |     | 11  | 22  | 28  |     | 11  | 17  | 6   |
| 28  | Hiro Matsushita        | 26  | 11  | 22  | 19  | DNS | 10   | 19  | 14  | 17  | 13  | 19  | 13  | 20  | 15  | 22  | 17  | 22  | 5   |
| 29  | Marco Greco            |     |     |     | 13  | 21  | DNQ  |     | 13  | 11  | 23  | 20  | 15  |     | 22  | 20  | 25  | 23  | 2   |
| 30  | Carlos Guerrero        |     |     |     | 11  | 14  | 33   | 15  | 21  | 24  | 19  | 24  | 17  | 26  | 18  | 16  | 15  | 18  | 2   |
| 31  | Dean Hall              | 12  | 12  | 17  | 17  | 16  | DNQ  |     |     |     |     |     |     |     |     |     |     |     | 2   |
| 32  | Scott Goodyear         |     |     |     |     |     | 14   |     |     |     |     |     |     |     | 12  |     | 14  |     | 1   |
| 33  | Roberto Guerrero       |     |     | 16  |     |     | 12   |     |     |     |     |     |     |     |     |     |     |     | 1   |
| 34  | Scott Brayton          |     |     |     |     |     | 17   |     |     |     |     |     |     |     |     |     |     |     | 1   |
| 35  | Buddy Lazier           |     | 21  |     |     | 25  | 27   | 18  |     |     |     | 15  |     | 14  |     | 21  |     |     | 0   |
| 36  | Franck Fréon           |     |     |     | 15  |     | DNQ  |     |     |     |     |     |     |     |     |     |     | DNQ | 0   |
| 37  | Hideshi Matsuda        |     |     |     |     |     | 15   |     |     |     |     |     |     |     |     |     |     |     | 0   |
| 38  | Hubert Stromberger     |     |     |     |     |     |      |     |     |     | 16  |     | Wth |     | DNQ |     |     |     | 0   |
| 39  | Lyn St. James          |     |     |     |     |     | 32   | 20  |     |     |     |     |     | 17  |     |     |     |     | 0   |
| 40  | Domenico Schiattarella |     |     |     |     |     |      |     |     |     |     |     |     |     |     |     | 18  | 21  | 0   |
| 41  | Dennis Vitolo          | 18  |     |     |     |     | Wth  |     |     |     |     |     |     |     |     |     |     |     | 0   |
| 42  | Fredrik Ekblom         |     |     |     |     |     | Wth  |     |     |     |     |     |     |     |     |     |     | 19  | 0   |
| 43  | Davy Jones             |     |     |     |     |     | 23   |     |     |     |     |     |     |     |     |     |     |     | 0   |
| 44  | Scott Sharp            |     |     |     |     |     | 26   |     |     |     |     |     |     |     |     |     |     |     | 0   |
| 45  | Brian Till             |     |     |     |     |     |      |     |     |     |     |     |     |     |     |     | 26  |     | 0   |
| 46  | Stan Fox               |     |     |     |     |     | 30   |     |     |     |     |     |     |     |     |     |     |     | 0   |
|     | Ross Bentley           |     |     |     |     |     |      |     |     |     |     |     |     |     |     |     | DNQ |     | 0   |
|     | Jim Crawford           |     |     |     |     |     | DNQ  |     |     |     |     |     |     |     |     |     |     |     | 0   |
|     | Dominic Dobson         |     |     |     |     |     | Wth  |     |     |     |     |     |     |     |     |     |     |     | 0   |
|     | Michael Greenfield     |     |     |     |     |     | DNQ  |     |     |     |     |     |     |     |     |     |     |     | 0   |
|     | Mike Groff             |     |     |     |     |     | Wth  |     |     |     |     |     |     |     |     |     |     |     | 0   |
|     | Davey Hamilton         |     |     |     |     |     | DNQ  |     |     |     |     |     |     |     |     |     |     |     | 0   |
|     | Tero Palmroth          |     |     |     |     |     | DNQ  |     |     |     |     |     |     |     |     |     |     |     | 0   |
|     | Johnny Parsons         |     |     |     |     |     | DNQ  |     |     |     |     |     |     |     |     |     |     |     | 0   |
|     | Didier Theys           |     |     |     |     |     | Wth  |     |     |     |     |     |     |     |     |     |     |     | 0   |
|     | Jeff Ward              |     |     |     |     |     | DNQ  |     |     |     |     |     |     |     |     |     |     |     | 0   |
|     | Jeff Wood              |     |     |     |     |     |      |     |     |     |     | Wth |     |     |     |     |     |     | 0   |
| Pos | Country                | MIA | SUR | PHX | LBH | NAZ | INDY | MIL | DET | POR | ROA | TOR | CLE | MIC | MDO | LOU | VAN | LAG | Pts |

| Cor         | Resultado                       |
| ----------- | ------------------------------- |
| Ouro        | Winner                          |
| Prata       | 2º lugar                        |
| Bronze      | 3º lugar                        |
| Verde       | 4º-5º lugar                     |
| Azul-claro  | 6º-10º place                    |
| Azul-escuro | Fora do Top-10                  |
| Roxo        | Não completou a corrida         |
| Vermelho    | Não-classificado (DNQ)          |
| Marrom      | Desistiu (Wth)                  |
| Preto       | Desclassificado (DSQ)           |
| Branco      | Não correu (DNS)                |
| Blank       | Não participou da corrida (DNP) |
| Blank       | Não correu                      |

| In-line notation |                          |
| Negrito          | Pole position            |
| Itálico          | Volta mais rápida        |
| *                | Mais voltas na liderança |
| Rookie do ano    |                          |
| Rookie           |                          |

| Cor         | Resultado                       |
| ----------- | ------------------------------- |
| Ouro        | Winner                          |
| Prata       | 2º lugar                        |
| Bronze      | 3º lugar                        |
| Verde       | 4º-5º lugar                     |
| Azul-claro  | 6º-10º place                    |
| Azul-escuro | Fora do Top-10                  |
| Roxo        | Não completou a corrida         |
| Vermelho    | Não-classificado (DNQ)          |
| Marrom      | Desistiu (Wth)                  |
| Preto       | Desclassificado (DSQ)           |
| Branco      | Não correu (DNS)                |
| Blank       | Não participou da corrida (DNP) |
| Blank       | Não correu                      |

| In-line notation |                          |
| Negrito          | Pole position            |
| Itálico          | Volta mais rápida        |
| *                | Mais voltas na liderança |
| Rookie do ano    |                          |
| Rookie           |                          |

| Posição | 1  | 2  | 3  | 4  | 5  | 6 | 7 | 8 | 9 | 10 | 11 | 12 |
| Points  | 20 | 16 | 14 | 12 | 10 | 8 | 6 | 5 | 4 | 3  | 2  | 1  |

Pontos de bonificação:
- 1 pela pole-position;
- 1 pelo maior número de voltas na liderança da corrida.

### Equipes
- 1º - Newman-Haas (238 pontos)
- 2º - Penske (228 pontos)
- 3º - Rahal-Hogan (176 pontos)
- 4º - Walker (175 pontos)
- 5º - Team Green (172 pontos)
- 6º - Chip Ganassi (122 pontos)
- 7º - PacWest (118 pontos)
- 8º - Patrick Racing (112 pontos)
- 9º - Forsythe Racing (83 pontos)
- 10º - Galles Racing (68 pontos)
- 11º - Bettenhausen (60 pontos)
- 12º - Hall Racing (56 pontos)
- 13º - Tasman Motorsports (39 pontos)
- 14º - A.J. Foyt Enterprises (33 pontos)
- 15º - Dick Simon Racing (23 pontos)
- 16º - Payton/Coyne Racing (23 pontos)
- 17º - Team Menard (7 pontos)
- 18º - Project Indy (6 pontos)
- 19º - Comptech Racing (6 pontos)
- 20º - Arciero Racing (5 pontos)